# Елизаров, Марк Тимофеевич
Марк Тимофе́евич Елиза́ров (10 (22) марта 1863, д. Бестужевка, Самарская губерния — 10 марта 1919, Петроград) — российский революционер, советский государственный деятель, первый народный комиссар путей сообщения РСФСР (1917—1918), муж Анны Ильиничны Елизаровой-Ульяновой - старшей сестры Владимира Ильича Ленина.

## Биография

Могила Елизарова на Литераторских мостках в Санкт-Петербурге.

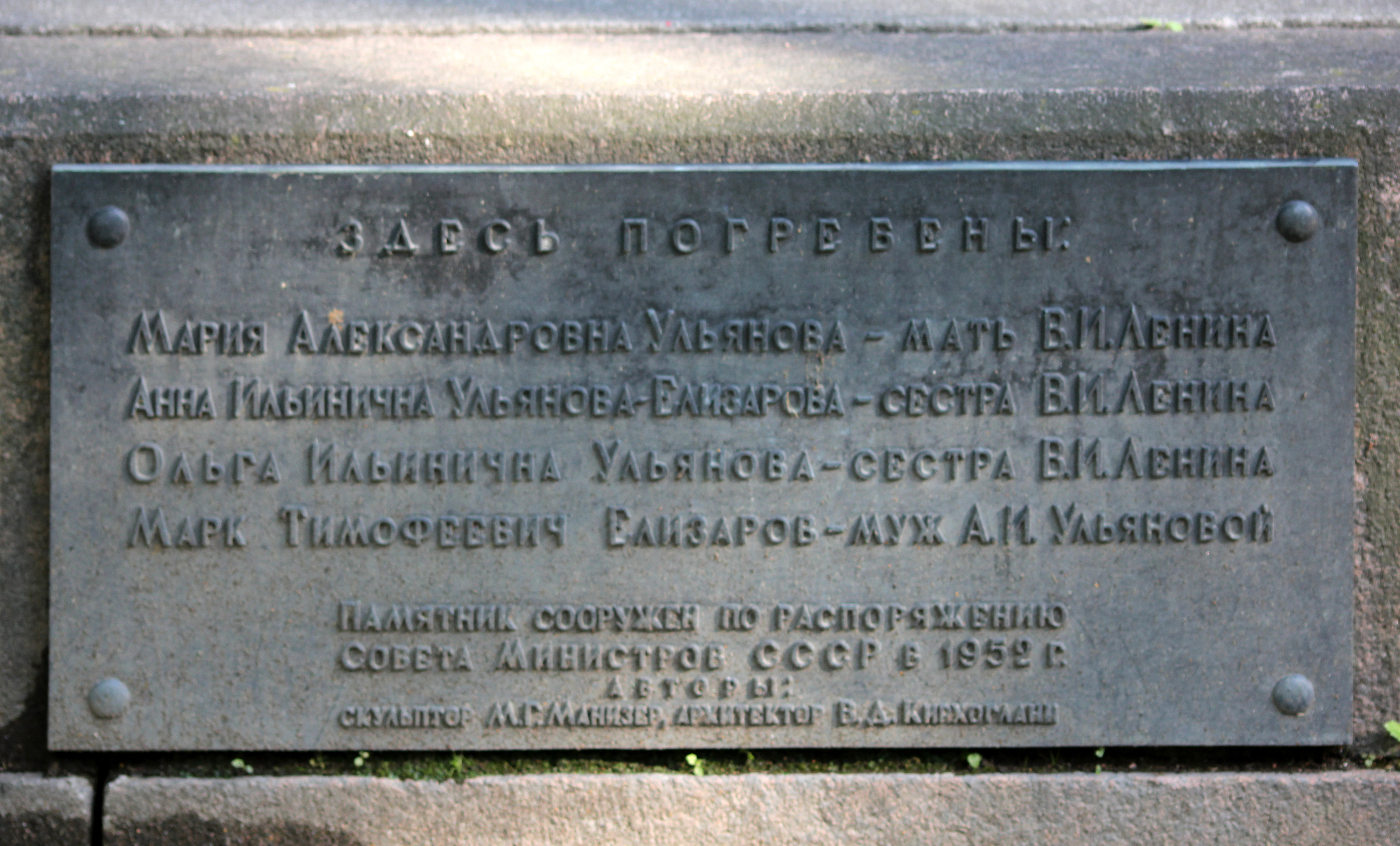
Фамилия Елизарова на доске мемориала Ульяновых, Литераторские мостки.

Родился в деревне Бестужевке Ново-Костычевской волости Самарской губернии, в семье волостного старшины, бывшего крепостного. 
В 1882 году окончил Самарскую мужскую гимназию. На сельском сходе Бестужевки старосте было разрешено выписать его из крестьянского сословия, что позволило выходцу из крестьянской семьи поступить на физико-математический факультет Петербургского университета, который он окончил в 1886 году.
Активно участвовал в революционном движении, был близок с семьёй Ульяновых. Член РСДРП с 1893 года. Вёл партийную работу в Петербурге, в Москве, в «Московском рабочем союзе», в Самаре. 
В 1901 году за участие в работе Московского социал-демократического комитета был арестован и выслан на 2 года в Сызрань. 
Служил в Санкт-Петербургской компании "Надежда" морского, речного и сухопутного страхования, транспортирования кладей и страхования от огня имуществ. В 1905 году в Петербурге входил в Оргбюро 1 Всероссийского железнодорожного съезда и руководил Узловым забастовочным комитетом, был арестован и выслан на 3 года в Сызрань. Сотрудничал в местных газетах, в 1906 переехал в Самару и вошел в местный комитет РСДРП. 
В 1909—1916 служил в страховых обществах «Саламандра», «Волга», «Российском транспортном и страховом обществе». С марта 1916 директор-распорядитель Петербургского пароходства «По Волге».
После Октябрьской революции возглавлял Народный комиссариат путей сообщения РСФСР по квоте Викжеля с 8 (21) ноября 1917. 
В феврале 1918 года ушёл в отставку. Затем организовал и возглавил комиссариат по страхованию и борьбе с огнём. 
С 22 января 1919 года член коллегии Народного комиссариата торговли и промышленности, но в марте того же года умер от сыпного тифа.

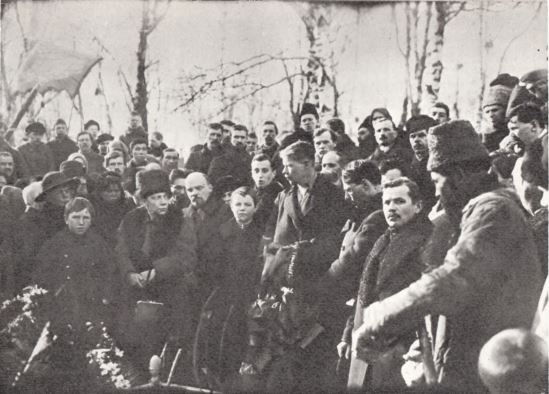
Ленин на похоронах Елизарова

Похоронен в семейном некрополе Ульяновых на «Литераторских мостках» Волковского кладбища. На его похороны приезжал Ленин.

## Семья

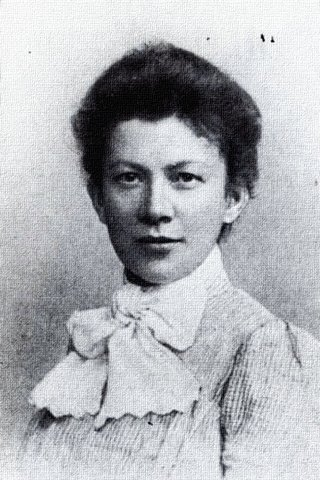

- Жена — с 1889 года Анна Ильинична Елизарова-Ульянова, старшая сестра В. И. Ленина.
- Приёмный сын — Георгий Яковлевич Лозгачёв.

## Память
В честь М. Т. Елизарова назван проспект и станция метрополитена «Елизаровская» в Санкт-Петербурге, улицы в Самаре, Сызрани, Тюмени, Харькове, а также Елизарово — посёлок в Солонянском районе Днепропетровской области (в 2016 году переименован в Святовасильевку).
В честь семейной пары Елизаровых (М. Т. Елизарова и его супруги А. И. Елизаровой) 29 апреля 1979 года переименована северо-восточная часть улицы Нахимова в Томске (Марк Тимофеевич жил и работал в этом городе с лета по декабрь 1902 года, а Анна Ильинична переехала к нему в октябре того же года). 
В селе Бестужевка, где Марк Тимофеевич Елизаров родился установлен ему бюст. 

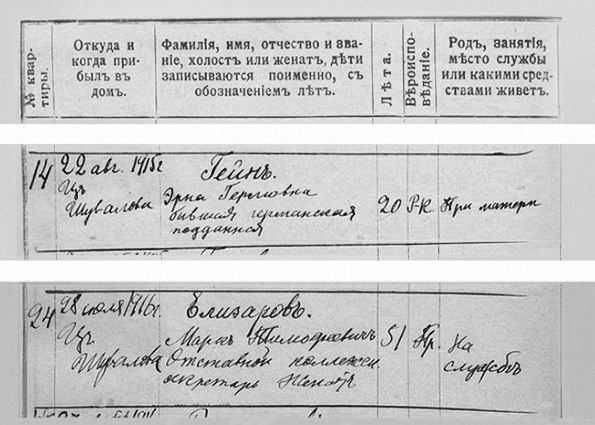
Запись в Книге регистрации о проживании М.А.Елизарова в доме 48 по ул. Широкая в кв.24

Бюст М.Т. Елизарову в селе Бестужевка

## Киновоплощение
- 1965 — «Сердце матери», 1966 — «Верность матери».
 В роли Марка Елизарова — Георгий Епифанцев.

## Адреса
- Санкт-Петербург,  улица Ленина, дом № 52 (старый адрес — Широкая, дом 48 / Газовая ул., 9). В доме располагается музей-квартира Елизаровых (М. Т. Елизарова и его жены — Анны Ильиничны Ульяновой-Елизаровой, сестры Ленина). Здесь с 4 апреля по 5 июля 1917 года гостили В. И. Ленин с Н. К. Крупской. В 1924 году на фасаде была установлена мемориальная доска с напоминанием об этом событии, а в одном из помещений оборудовали Ленинский зал. Мемориальный музей Ленина в квартире 24, открылся один из первых в стране — в  в ноябре 1927 года при активном участии Н. К. Крупской, А. И. Ульяновой-Елизаровой и М. И. Ульяновой[5].[6].